# Dyschoriste madagascariensis
Dyschoriste madagascariensis är en akantusväxtart som beskrevs av Carl Ernst Otto Kuntze. Dyschoriste madagascariensis ingår i släktet Dyschoriste och familjen akantusväxter. Inga underarter finns listade i Catalogue of Life.